# Spoorlijn 250
Spoorlijn 250 was een Belgische industrielijn in Piéton en een aftakking van spoorlijn 112A. De lijn liep naar de Fosses 8 & 10 en was 1,4 km lang. In het verleden heeft de lijn ook het nummer 112D gehad. 

## Aansluitingen
In de volgende plaats was er een aansluiting op de volgende spoorlijn:
Y Forchies
Spoorlijn 112A tussen Roux en Piéton